# Емпуза
Емпуза (Empusa) — рід богомолів родини Емпузові (Empusidae). Названий на честь однойменного чудовиська з давньогрецької міфології. Рід об'єднує 12 видів, поширених у Старому світі.

## Опис
Великі та стрункі богомоли з характерним виглядом: на голові великий конічний відросток згори між очима та основами антен, антени самця гребінчасті, на тазиках та стегнах середніх та задніх кінцівок різного розміру лопаті. Передньоспинка довга та тендітна. Передні стегна з 5 зовнішніми та дискоїдальними шипами, з зубчастим краєм між ними. Богомоли обох статей крилаті, добре літають. Внутрішній край надкрил зазубрений. Церки короткі.

## Особливості біології
Імаго з'являються навесні, личинки зимують. Empusa fasciata є одним з найпівнічніших видів богомолів. Зустрічаються в колючих кущах, у сухій траві. Личинки й імаго багатьох видів мешкають на рослинах з рожевими квітами.

## Види
Описано 12 видів:
- Empusa binotata Serville, 1839 — Східна Африка, Намібія; часто розглядається як синонім Empusa guttula
- Empusa fasciata Brulle, 1832 — Південна Європа, Україна, від північної Італії до західної Азії
- Empusa guttula (Thunberg, 1815) — Західна та Південна Африка
- Empusa hedenborgii Stal, 1871 — Північно-Східна Африка та Близький Схід
- Empusa longicollis Ramme, 1950 — Палестина, Туреччина
- Empusa neglecta Paulian, 1958
- Empusa pennata (Thunberg, 1815) — Середземномор'я: від Канарів до Туреччини
- Empusa pennicornis Pallas, 1773 — Україна, Кавказ, Туреччина, Поволжя, Середня Азія, Іран, Афганістан
- Empusa romboidea Lindt, 1976 — Середня Азія
- Empusa simonyi Krauss, 1902
- Empusa spinosa Krauss, 1902
- Empusa uvarovi Chopard, 1921 — Ізраїль, Ірак, Індія

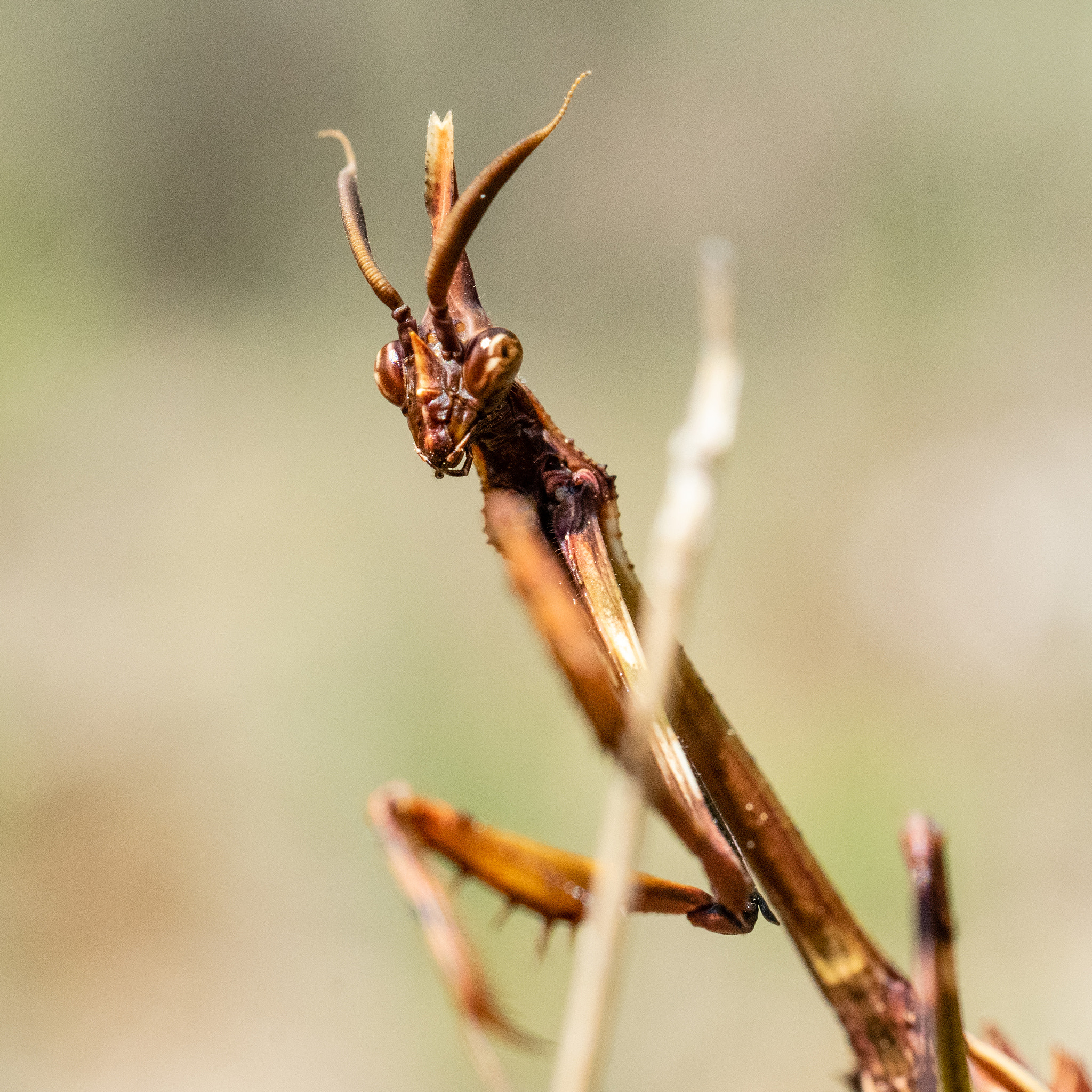
Empusa pennata, Іспанія
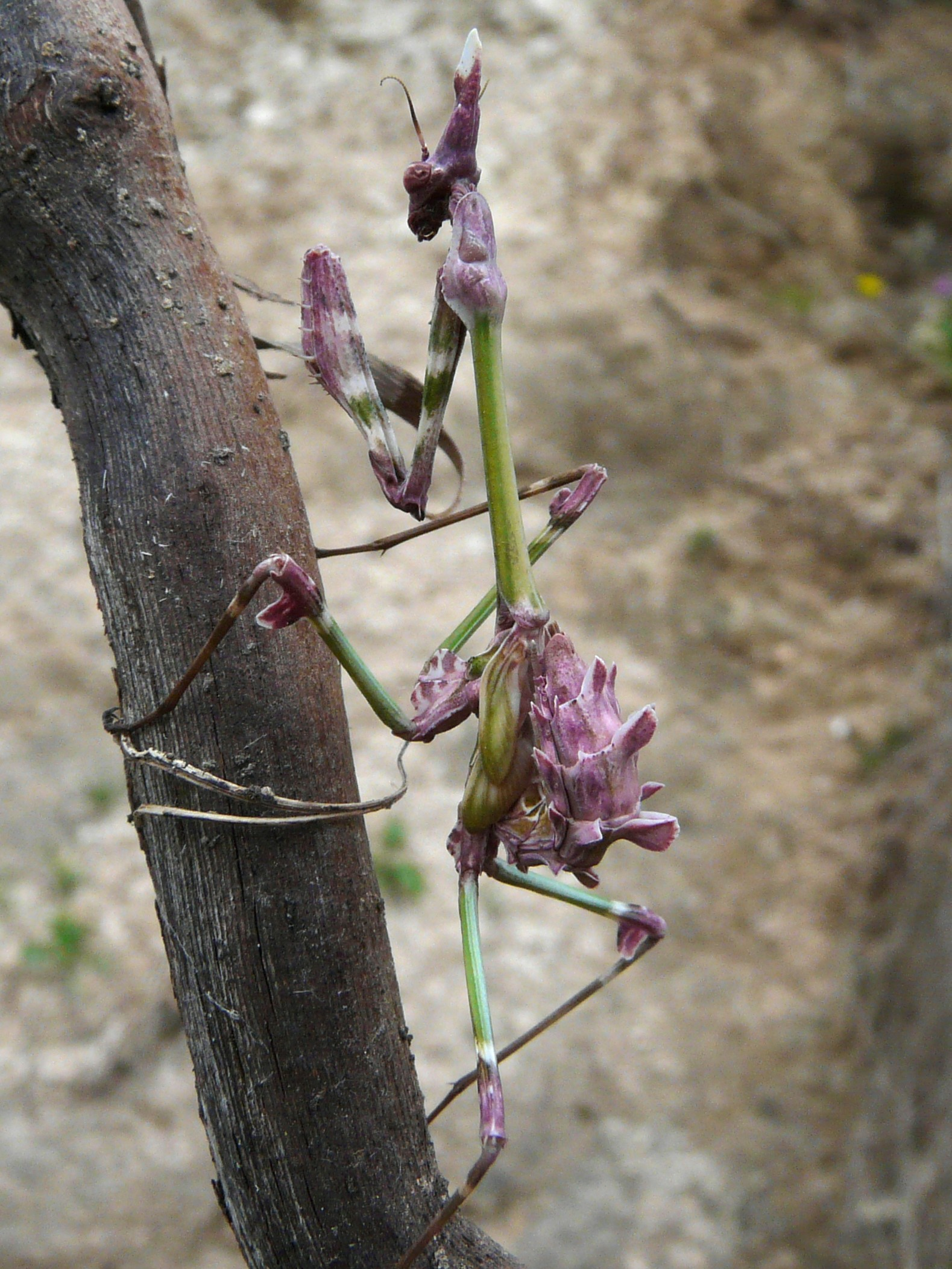
Empusa fasciata, Йорданія
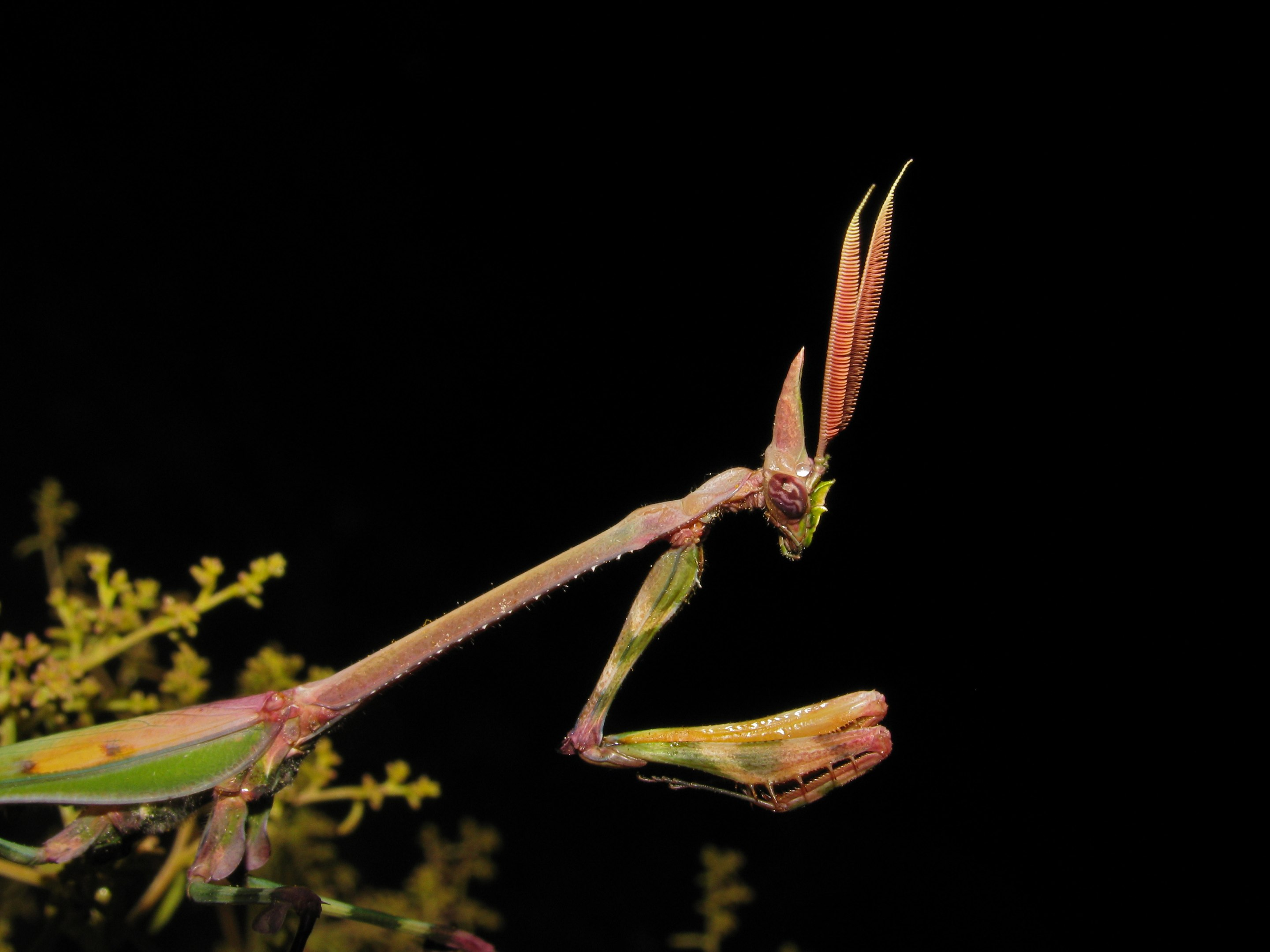
Empusa guttula, Південна Африка
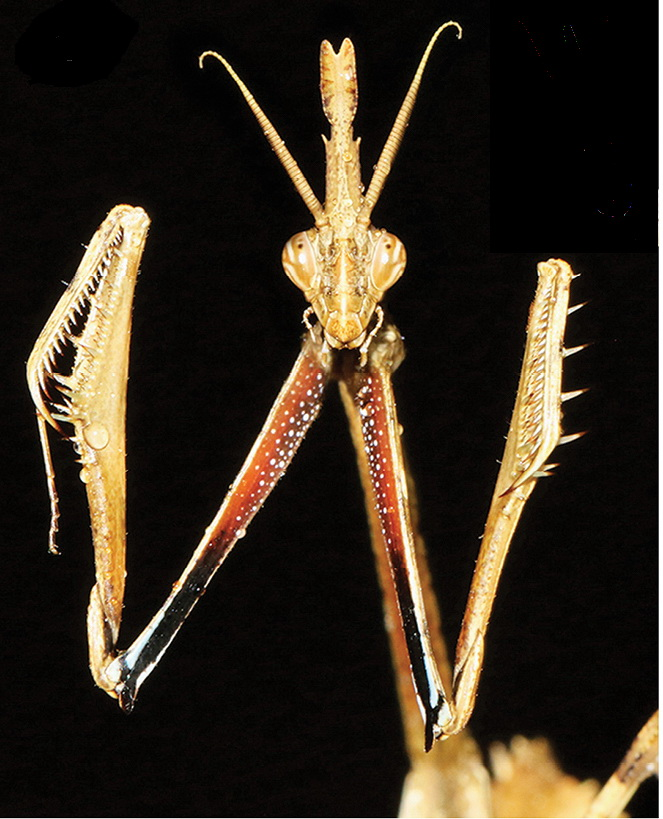
Empusa hedenborgii, Іран
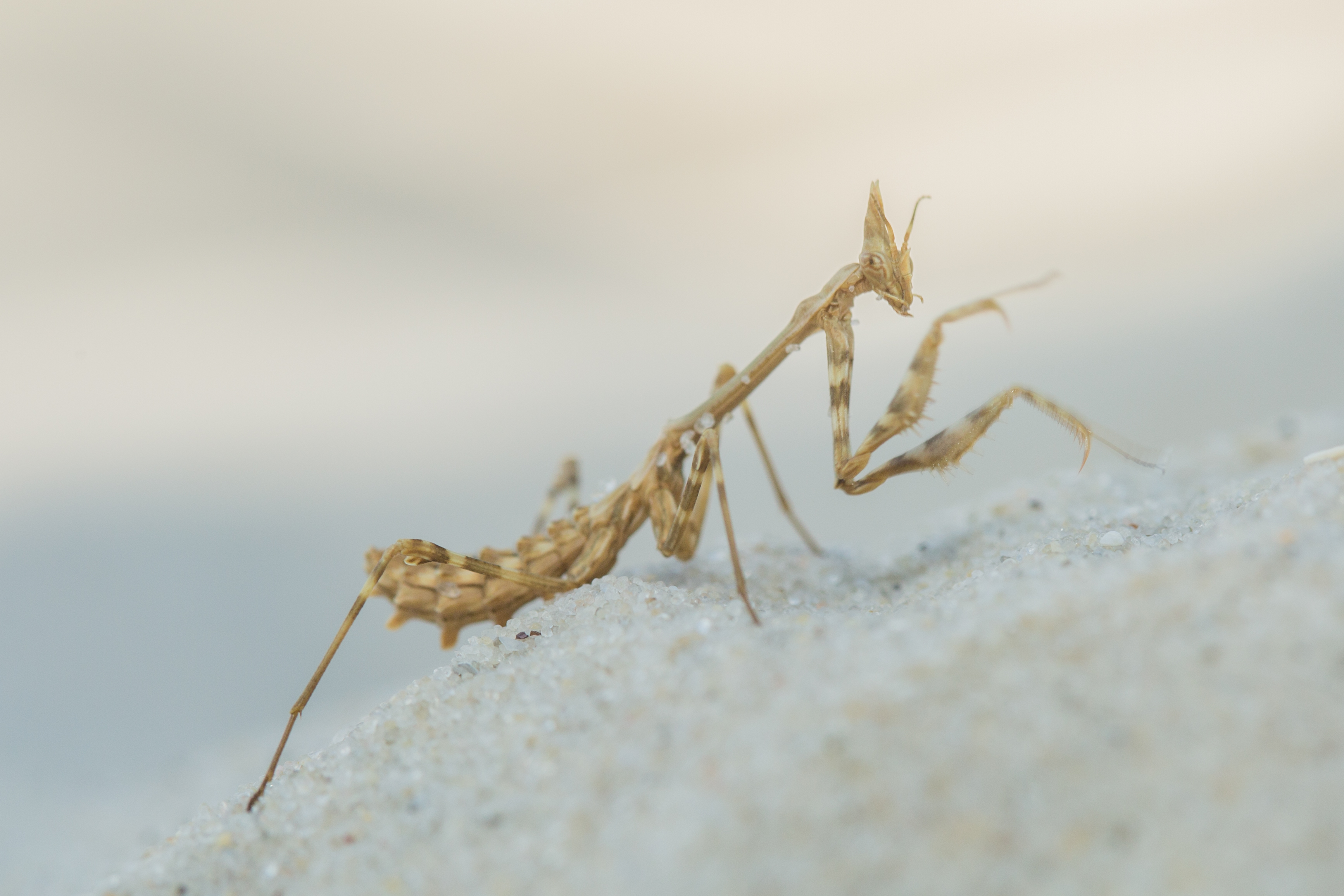
Empusa pennicornis, Україна

## Значення для людини
Декілька видів роду, а також невизначені види зображені на марках.